# Kerstin Calissendorff
Kerstin Lotta Margareta Calissendorff, född 3 november 1955, är en svensk jurist. Hon var justitieråd i Högsta domstolen 2003–2022.
Calissendorff avlade juristexamen vid Stockholms universitet 1981. Hon blev advokat 1984 och har varit inriktad mot immaterialrätt. Hon var delägare och ordförande i Advokatfirman Cederquist, där hon var verksam under hela sin tid som advokat. Maken Axel Calissendorff är också advokat och hennes svärfar är advokaten Gotthard Calissendorff.
Calissendorff blev den 11 april 2022 utsedd av regeringen att leda en samisk sanningskommission, en roll hon frånträdde på egen begäran under 2023.